# ابراهیم عبدالصمد
ابراهیم بن عبدالصمد هاشمی بغدادی با کنیهٔ ابواسحاق، شهرت‌یافته به ابن عبدالصمد (؟ -۹۳۶م) محدث عراقی بود. پدرش در روزگار متوکل هرساله جز یک بار، امیر الحاج بود و ابراهیم با پدر سفر می‌کرد. الأمالی و الحدیث از آثار اوست.